# 고사와역
고사와역(일본어: 郷沢駅)은 일본 아오모리현 히가시쓰가루군 요모기타촌에 위치한 동일본 여객철도 쓰가루 선의 철도역이다. 상대식 승강장 2면 2선의 구조를 갖춘 지상역이다.

## 타는 곳
| ■ 쓰가루 선 | 상행 | 아오모리 방면        |
| ■ 쓰가루 선 | 하행 | 가니타 · 민마야 방면 |

## 역 주변
- 국도 제280호선

## 역사
- 1959년 11월 25일 : 일본국유철도의 역으로서 개업.
- 1987년 4월 1일 : 일본국유철도 분할 민영화에 의해, 동일본 여객철도가 승계.

## 인접 역
| 쓰가루 선              | 쓰가루 선   | 쓰가루 선          |
| ---------------------- | ----------- | ------------------ |
| 요모기타 아오모리 방면 | ■ 쓰가루 선 | 세헤지 민마야 방면 |